# ستروموو، لایکوواتس
ستروموو (صربی: Strmovo}} یک منطقهٔ مسکونی در صربستان است که در Lajkovac واقع شده‌است.